# Fiction (canción)
«Fiction» es la décima canción del álbum Nightmare de la banda norteamericana de heavy metal Avenged Sevenfold.
La canción fue compuesta por The Rev, con su antiguo grupo, Pinkly Smooth, cuando querían llevar un estilo más suave; pero a medida que la banda se tomó un descanso indefinido la canción quedó en el olvido, Jimmy estando en A7X como la terminó, en la última revisión de estudio del álbum, la canción estaba bajo el nombre de «Death» («Muerte»). Jimmy canta en la canción.
También hay que destacar que la grabación de la canción fue finalizada el 25 de diciembre de 2009 por Jimmy y tres días después fue encontrado muerto en su casa por su novia Leana McFadden a la 1 p. m.
The Rev le dijo a Matt Shadows lo siguiente, 3 días antes de fallecer:

¿Sabes Matt…? Yo ya he terminado de grabar en este álbum, les he dado todo lo que tengo a ustedes y a mis fans en este disco, no se si tengamos más canciones para alguien más, pero esta, esta… es mi última canción.

En la versión final del álbum se puede escuchar a The Rev tocando el órgano, y a la vez cantando con arreglos completados por M. Shadows. Mike Portnoy posteriormente completó la batería en el álbum con demos grabados previamente por The Rev.
 

M. Shadows and Gates declaró en una entrevista a Hard Drive Radio : 
"Lo más inquietante es que hay una canción en el álbum llamada 'Fiction' [un apodo que el reverendo se puso a sí mismo] que comienza con el título 'Death'. Y fue la última canción que The Rev escribió para el álbum, y cuando la entregó, dijo: 'Eso es todo, esa es la última canción de este disco'. Y luego, tres días después, murió".

## En directo
En los shows, la banda monta el órgano como si el propio Jimmy «The Rev» Sullivan estuviese tocándolo y cantando partes como la primera estrofa de la canción: «Now I think I understand, how this world can overcome a man» («Ahora creo que entiendo como este mundo puede superar a un hombre»), el estribillo «Let it burn, under my skin…» («Déjalo arder, bajo mi piel…») y las partes finales de la canción.